# Shout (música)
Los shouts eran manifestaciones musicales religiosas afroamericanas, que adoptaban la forma de danza litúrgica con búsqueda del trance, y que se extendieron por el sur de Estados Unidos, en la primera mitad del siglo XIX, antes de la Guerra de Secesión. 
Su origen lejano se sitúa en rituales de África Occidental, aunque su procedencia inmediata eran los ring shouts caribeños. Por lo general se realizaban en las llamadas "praise nights" o "noches de oración", que solían ser las del domingo, y transcurrían en las iglesias baptistas rurales. En ellas se danzaba en fila, describiendo un círculo, girando de derecha a izquierda (reminiscencia del tabú afro-occidental que impedía mostrar el hombro izquierdo a los dioses), a la vez que se batían palmas y se arrastraban los pies, siguiendo una determinada secuencia rítmica, fuertemente sincopado.
El "shout" solía tomar la forma de call and response, con frases muy cortas y repetidas, reiteradas de forma insistente y con tempo creciente, hasta generar un estado de frenesí, cercano al trance. Están íntimamente relacionados con los cantos espirituales negros anteriores a la guerra civil y, aunque musicalmente evolucionaron después de forma muy rápida, algunos autores recogen ejemplos de "shouts", incluso ya entrado el siglo XX, como es el caso de la grabación que realizaron Joe Washington Brown y Austin Coleman, en Luisiana, para la Biblioteca del Congreso de Washington, con el título de "Run Old Jeremiah"; o los que la etnomusicóloga Lydia Parrish detectó en Georgia hacia los años 1930.
El pianista Willie "The Lion" Smith afirmaba que el llamado stride piano style, una de las formas originarias del jazz, recogía el ritmo y estructura básicas de los "shouts".